# Mashhad
Mashhad uttal (fil) (persiska: مَشهَد), eller Meshed, är med sina 3 miljoner invånare Irans näst största stad. Den ligger i landets nordöstra del, 850 kilometer öster om Teheran och är administrativ huvudort för delprovinsen Mashhad och för provinsen Razavikhorasan. 
Abbasidkalifatets femte kalif Harun al-Rashid (död 809) och Imam Reza (död 818), den åttonde imamen i shiaislam, är begravda i Mashhad. Med Imam Rezas helgedom är Mashhad landets främsta pilgrimsmål inom shia.
Mashhad är befolkad av en majoritet av perser och minoriteter av kurder och turkmen.